# Сделай громче!
Сделай громче! — дебютний студійний альбом російського рок-гурту Louna, презентований 20 листопада 2010 року..

## Історія створення
Альбом вийшов на лейблі звукозапису «Союз» 20 листопада 2010 року на дводисковому діджіпаку. В цей же день відбулась автограф-сесія гурту в московському музичному магазині «MuzzDvor», де всі бажаючі могли придбати колекційне видання.
На другому диску записані всі сингли, презентовані раніше, а також відеокліп на композицію «Зачем?» із дебютного синглу «Чёрный».
Презентація альбому відбулась 3 грудня в московському клубі IKRA..
У записі альбому брали участь вокаліст Дмитро Спірін (гурт Тараканы!) та піаніст Erwin Khachikian (Серж Танкян, ex-System of a Down)..
У 2011 році лейбл «Союз» перевидав альбом..

## Список композицій

### Диск 1
| #   | Назва               | Тривалість |
| --- | ------------------- | ---------- |
| 1.  | «Мой рок-н-ролл»    | 03:55      |
| 2.  | «Бойцовский клуб»   | 04:30      |
| 3.  | «Бизнес»            | 03:56      |
| 4.  | «Пока не поздно»    | 03:03      |
| 5.  | «Сделай громче!»    | 03:48      |
| 6.  | «Кому веришь ты?»   | 04:34      |
| 7.  | «Свободное падение» | 04:17      |
| 8.  | «Вендетта»          | 05:16      |
| 9.  | «Песня о мире»      | 05:16      |
| 10. | «Во мне»            | 04:43      |

### Диск 2
| #  | Назва                       | Тривалість |
| -- | --------------------------- | ---------- |
| 1. | «Армагеддон»                | 04:48      |
| 2. | «Сожжённая заживо»          | 04:46      |
| 3. | «Зачем»                     | 03:24      |
| 4. | «Кризис Крайст Суперзвезда» | 05:12      |
| 5. | «Свобода»                   | 04:46      |
| 6. | «Солнце»                    | 05:26      |
| 7. | «Всё и ничто»               | 03:56      |
| 8. | «Карма мира»                | 03:25      |
| 9. | «Зачем (відеокліп)»         | 03:30      |

## Учасники запису

### ГуртLouna
| Лусіне «Лу» Геворкян — вокал         |
| Віталій «Віт» Демиденко — бас-гітара |
| Рубен «Ру» Казар'ян — гітара         |
| Сергій «Серж» Понкратьєв — гітара    |
| Леонід «Пілот» Кінзбурський — ударні |

### Запрошені музиканти
| Дмитро Спірін — вокал (7)       |
| Erwin Khachikian — піаніно (10) |